# West Carrollton
West Carrollton – miasto w Stanach Zjednoczonych, południowo-zachodniej części stanu Ohio.
Liczba mieszkańców w 2000 roku wynosiła 13 818.